# Skårsjön (Gökhems socken, Västergötland)
Skårsjön är en näringsrik sjö i Falköpings kommun i Västergötland som ingår i Göta älvs huvudavrinningsområde. Omgivningarna präglas av jordbruksbyggd och byn Skår strax norr om sjön.

## Externa länkar

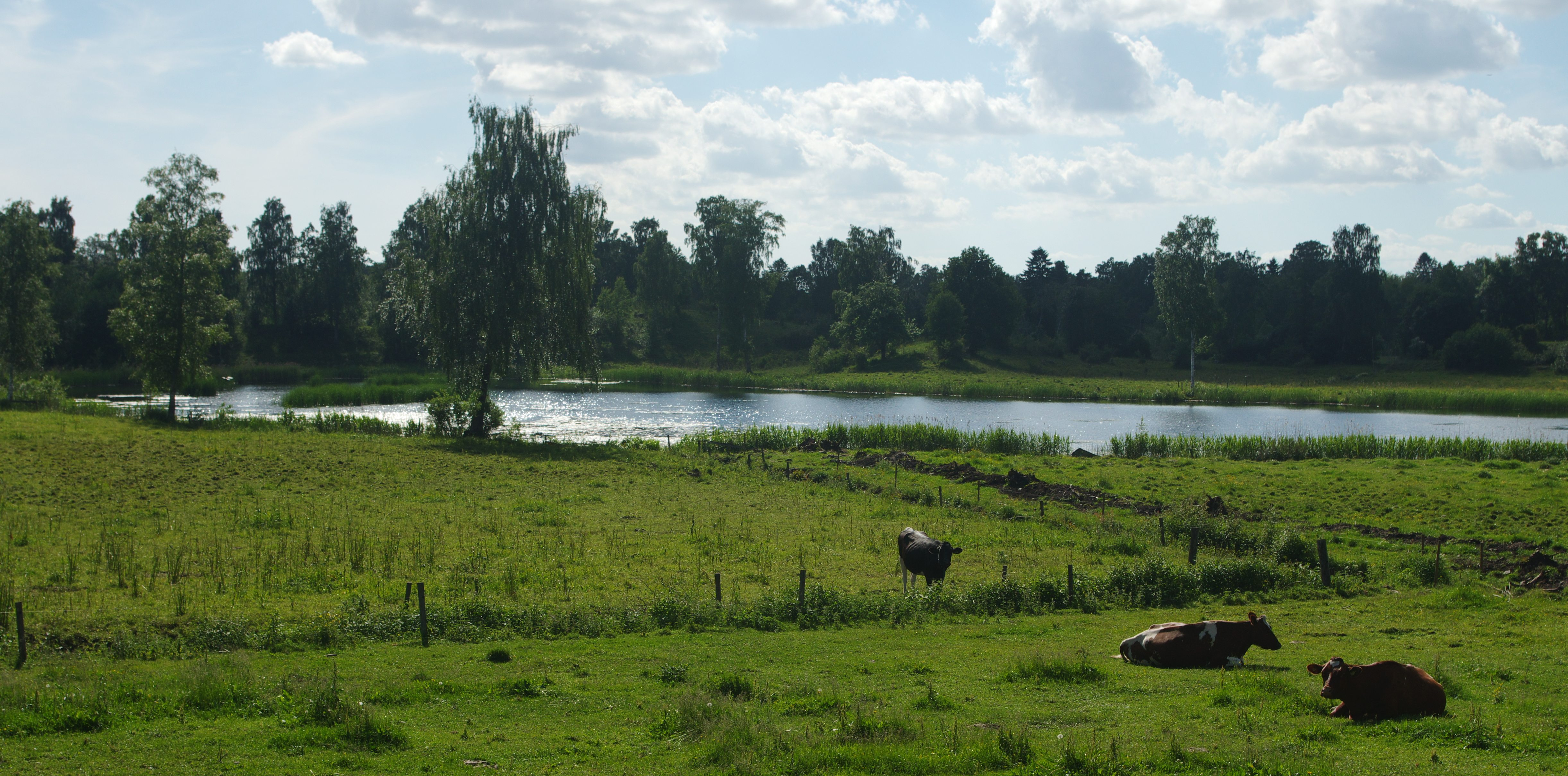
Skårsjön